# Kaoru Ishiguro
Kaoru Ishiguro (jap. 石黒馨 Ishiguro Kaoru; ur. 6 maja 1933) – japoński zapaśnik walczący w stylu wolnym. Olimpijczyk z Rzymu 1960, gdzie zajął piętnaste miejsce w kategorii plus 87 kg.